# Sojuz TMA-02M
Sojuz TMA-02M è stato un volo astronautico verso la Stazione Spaziale Internazionale (ISS) e parte del programma Sojuz. La sua missione è stata portare in orbita un equipaggio di 3 astronauti che hanno fatto parte dell'Expedition 28 e 29, con una permanenza totale sulla Stazione Spaziale Internazionale di circa 6 mesi. Il lancio è avvenuto il 7 giugno 2011 dal Cosmodromo di Baikonur. L'aggancio del Soyuz TMA-02M con la ISS è avvenuto dopo un paio di giorni di volo autonomo necessari a raggiungere la Stazione Spaziale. I membri dell'equipaggio, Sergej Volkov, Michael Fossum e Satoshi Furukawa rappresentavano le agenzie spaziali russa (Roscosmos), americana (NASA) e giapponese (JAXA).

## Equipaggio
| Ruolo               | Equipaggio                                          | Equipaggio                                          |
| ------------------- | --------------------------------------------------- | --------------------------------------------------- |
| Comandante          | Sergej Volkov, Roscosmos Expedition 28 Secondo volo | Sergej Volkov, Roscosmos Expedition 28 Secondo volo |
| Ingegnere di volo 1 | Satoshi Furukawa, JAXA Expedition 28 Primo volo     | Satoshi Furukawa, JAXA Expedition 28 Primo volo     |
| Ingegnere di volo 2 | Michael Fossum, NASA Expedition 28 Terzo volo       | Michael Fossum, NASA Expedition 28 Terzo volo       |

### Equipaggio di riserva
| Ruolo               | Equipaggio                | Equipaggio                |
| ------------------- | ------------------------- | ------------------------- |
| Comandante          | Oleg Kononenko, Roscosmos | Oleg Kononenko, Roscosmos |
| Ingegnere di volo 1 | André Kuipers, ESA        | André Kuipers, ESA        |
| Ingegnere di volo 2 | Donald Pettit, NASA       | Donald Pettit, NASA       |

## Lancio
Il lancio è avvenuto regolarmente come previsto il 7 giugno 2011.

## Attracco
La navetta Soyuz TMA-02M si è agganciata regolarmente alla Stazione Spaziale Internazionale il 9 giugno, alle ore 21:18 UTC. Dopo l'aggancio con il modulo Rassvet ed all'apertura dei portelli l'equipaggio si è unito ai 3 membri già a bordo della Stazione Spaziale Internazionale completando l'equipaggio dell'Expedition 28.